# Brendan Nelson
Brendan Nelson (Melbourne, 19 de agosto de 1958) é um ex-político australiano e ex- líder da oposição. Em 25 de agosto de 2009 ele anunciou sua aposentadoria da política.

## Vida
É um ex-político australiano que serviu como líder federal da oposição de 2007 a 2008. Ele foi membro da Câmara dos Representantes de 1996 a 2009, como membro liberal da Divisão de Bradfield, no norte de Sydney.
Médico de profissão, ele ganhou destaque público como Presidente Federal da Associação Médica Australiana (1993-95) e serviu como Ministro no terceiro e quarto mandatos do Governo de John Howard, atuando como Ministro da Educação, Ciência e Treinamento (2001–06) e Ministro da Defesa (2006–2007).
Após as eleições federais de 2007, nas quais o governo Howard foi derrotado, Nelson foi eleito líder do Partido Liberal em uma disputa contra o ex- ministro do Meio Ambiente e Recursos Hídricos Malcolm Turnbull, e se tornou o líder da oposição em 3 de dezembro de 2007. Em 16 de setembro de 2008, em uma segunda disputa após uma moção de vazamento, Nelson perdeu a liderança da Oposição e do Partido Liberal para Turnbull. 
Em 25 de agosto de 2009, ele anunciou sua próxima aposentadoria da política. Em setembro de 2009, o Primeiro-Ministro do Trabalho Kevin Rudd anunciou Nelson como o próximo Embaixador da Austrália na União Europeia, Bélgica e Luxemburgo, bem como Representante Especial da Austrália na OTAN. Ele permaneceu como membro de Bradfield até renunciar oficialmente em 19 de outubro de 2009, desencadeando a eleição suplementar de Bradfield em 2009.
Em 10 de outubro de 2012, Nelson renunciou ao cargo de embaixador por ter sido promovido para suceder Steve Gower como Diretor do Australian War Memorial; cargo que assumiu em 17 de dezembro de 2012.